# Joseph Archer Crowe
Sir Joseph Archer Crowe (Londra, 25 ottobre 1824 – Gamburg an der Tauber, 6 settembre 1896) è stato un diplomatico e critico d'arte britannico.
I suoi volumi della Storia della pittura in Italia (History of Painting in Italy), scritti assieme al critico veronese Giovanni Battista Cavalcaselle (1819-1897) stanno alla base della moderna storia dell'arte in lingua inglese, fondata sulla cronologia dell'evoluzione stilistica e sulla connoisseurship nell'identificazione della maniera caratteristica di ciascun artista.

## Biografia
Era figlio di Eyre Evans Crowe e fratello di Eyre Crowe, pittore di soggetti storici e di genere. Il padre era corrispondente a Parigi per il giornale londinese "Daily News" e la sua casa, salvo un intermezzo londinese dal 1844 al 1851, fu il centro del circolo artistico-liberale che univa francesi ed espatriati inglesi. Nella guerra di Crimea fu corrispondente per l'Illustrated London News, e durante il conflitto italo-austriaco rappresentò il Times a Vienna.
Fin da giovane dimostrò una notevole attitudine per la pittura ed entrò con il fratello nello studio parigino di Paul Delaroche, ma il padre volle che seguisse le sue orme e abbandonasse la pittura. 
Fu console generale britannico a Lipsia dal 1860 al 1872 e a Düsseldorf dal 1872 al 1880, quando fu nominato incaricato d'affari a Berlino e quindi trasferito a Parigi nel 1882. Nel 1883 fu segretario della Conferenza del Danubio a Londra, nel 1889 plenipotenziario alla Conferenza di Berlino per le Samoa, e nel 1890 inviato per la Gran Bretagna al Congresso Telegrafico di Parigi, nel quale fu creato gran cavaliere dell'ordine di san Michele e san Giorgio (KCMG).
Nel corso di un viaggio a Berlino nel 1847 strinse un'amicizia, destinata a durare tutta la vita, con il connoisseur veronese Cavalcaselle, che sarà costretto a fuggire a Londra dopo i moti del 1848 per una condanna a morte da parte degli austriaci. Cavalcaselle, tornato in Italia, dopo il soggiorno londinese, viaggia per censire le opere d'arte del neonato Stato italiano (1861) e con Crowe produce numerosi volumi di critica artistica di fondamentale importanza (dopo il primo libro scritto a quattro mani, Early Flemish Painters), come A New History of Painting in Italy from the Second to the Sixteenth Century (Londra, 1864-1871, in cinque volumi). Sempre con Cavalcaselle, Crowe scrisse e pubblicò due monografie: Titian: His Life and Times (Londra, 1877) e Raphael: His Life and Works (Londra, 1882–85). La divisione del lavoro nella collaborazione fu sempre la stessa: Crowe produceva i testi (anche per la maggiore padronanza dell'inglese), mentre di Cavalcaselle furono essenziali l'occhio, le note e i suoi rapidi schizzi, in un'età in cui ancora non si erano affermate le riproduzioni fotografiche. Il nome di Crowe, sebbene venga dopo quello del Cavalcaselle in ordine alfabetico, lo precedeva sulle copertine del libro, tranne che nelle edizioni italiane. Ma con l'affermarsi della fama dell'italiano come esperto di quadri, in particolare nel campo dell'attribuzione, della conservazione e del restauro, i recensori trattavano il giornalista inglese come se neanche esistesse. La cosa infastidì Crowe, che se ne lamentò nel suo libro di ricordi.  
Nel 1895 Crowe pubblicò Reminiscences of Thirty-Five Years of My Life. Morì nel castello di Gamburg in Franconia il 6 settembre 1896.